# Imbros

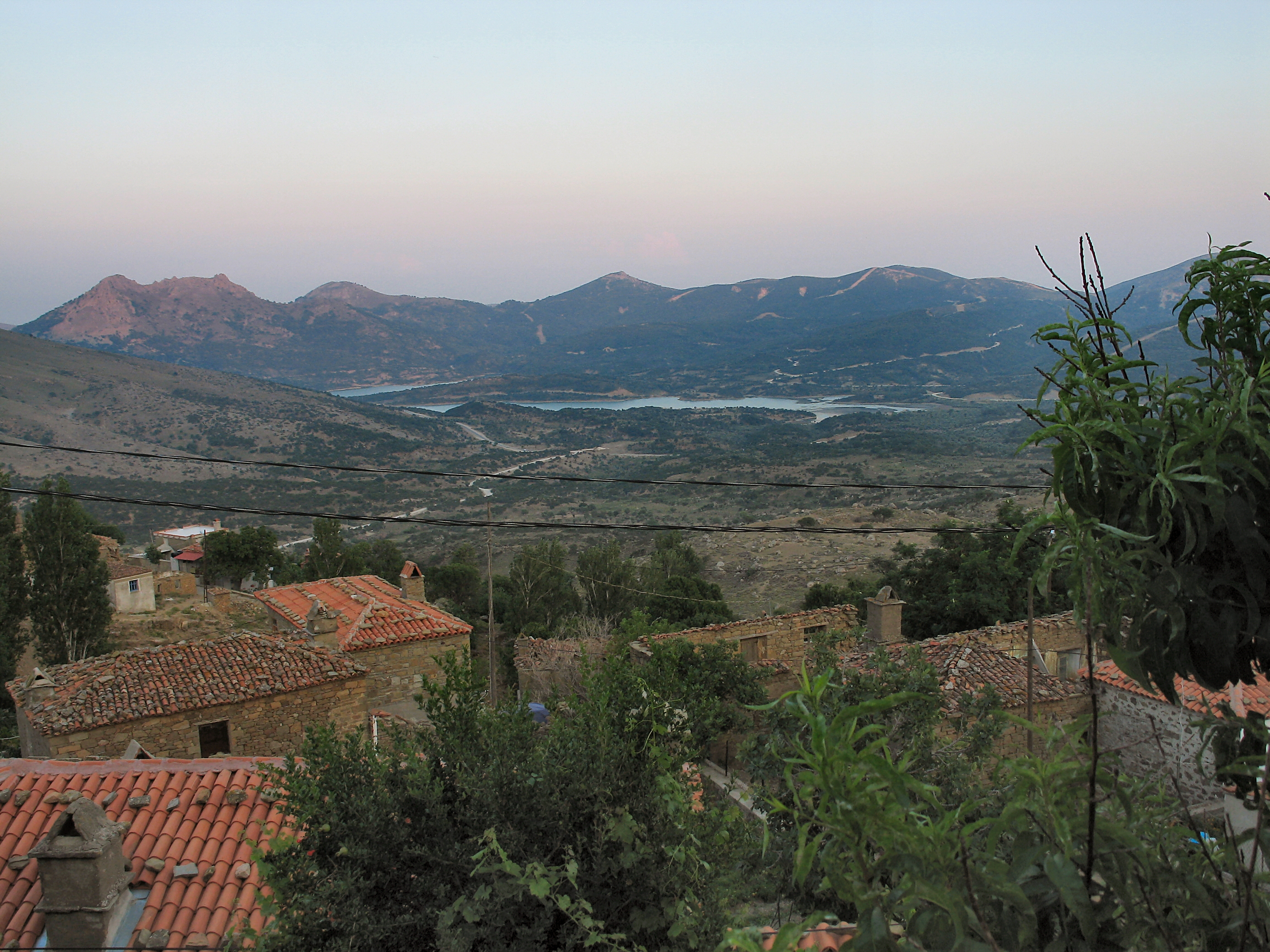
Tepeköy, Gökçeada.

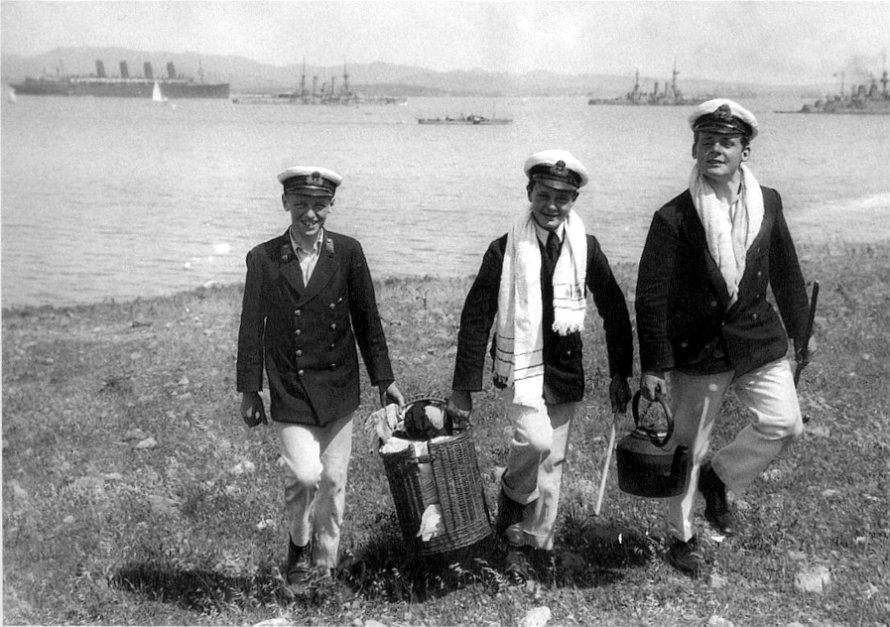
Marinos ingleses en Imbros en 1915, durante la ocupación británica de la isla en la Primera Guerra Mundial.

Imbros (en turco y oficialmente Gökçeada, antes İmroz; en griego: Ίμβρος, Imvros; en griego antiguo: Ἴμβρος) es una isla del mar Egeo que pertenece al distrito de Gökçeada, en Turquía. Es la mayor isla del país y forma un distrito de la provincia de Çanakkale.

## Superficie y población
Tiene una circunferencia de 91 km, es montañosa y boscosa, con una altura máxima de 562 metros (Ayon Ilias), con valles fértiles y un río, Gökçeada çayı, antiguamente conocido como el Ilissos. La población es de 10.721 (2023) y la superficie es de 279 km².

## Administración local

Ubicación de las islas de Imbros (Gökçeada) y Tenedos (Bozcaada).

Junto a Adalar (provincia de Estambul) y Bozcaada (provincia de Çanakkale), Imbros es una de las muy pocas localidades de Turquía cuyo ayuntamiento constituye un distrito administrativo. Actualmente, el gobernador del distrito es Kamuran Taşbilek y el alcalde es Yücel Atalay (AK Parti).

## Economía
Las principales actividades económicas son la pesca y el turismo. Imbros es una de las ocho "cittaslow" de Turquía y es la segunda municipalidad turca en ser aceptada a este círculo, después de Seferihisar.

## Historia
Tanto la isla como la ciudad de Imbros fueron ya mencionadas por Homero en la Ilíada.
Imbros fue incorporada al Imperio persa junto con Lemnos por el general Ótanes en el siglo VI a. C. Según Heródoto, en aquel momento ambas islas estaban habitadas por los pelasgos. En 494 a. C. Milcíades desembarcó en la isla y la ocupó junto con Lemnos, que pobló con atenienses. Imbros fue aliada de Atenas en la guerra del Peloponeso.
La paz de Antálcidas, que hizo libres a todos los estados griegos, permitió a Atenas conservar Lemnos, Imbros y Esciros. Los romanos, tras derrotar a Filipo V de Macedonia, restituyeron estas islas a Atenas (habían sido incorporadas a Macedonia). La flota de Antíoco III Megas (223 a. C.-187 a. C.) desembarcó en Imbros antes de pasar a Scíathos. Estrabón destaca el culto en la isla a los Cabiros. Esteban de Bizancio añade a Hermes como divinidad sagrada de la isla.
Durante el dominio romano y el bizantino, permaneció dentro del Imperio hasta 1387. En 767 fue saqueada por piratas eslavos, que tomaron 2500 personas de la isla como prisioneros. 
En 1387, el emperador bizantino Juan V Paleólogo acordó la cesión a su nieto (por su madre María Paleólogo), el genovés Francesco II Gattilusio de Lesbos, junto con Tasos, Lemnos y Samotracia. En 1455 los otomanos ocuparon Lesbos, centro del gobierno de los Gattiluso, y la isla de Imbros negoció su sumisión al Imperio en condiciones aceptables que le fueron garantizadas, y así, en 1456, los Gattiluso recuperaron Lesbos pero tuvieron que reconocer la transferencia de Tasos, Imbros y Samotracia, que fueron incorporadas al Imperio en 1457. Permaneció en manos de los turcos excepto en algunos momentos de las guerras con Rusia, en que fue temporalmente ocupada por los barcos rusos.
Los griegos la ocuparon junto con Tenedos en noviembre de 1912 durante la primera guerra de los Balcanes. En 1920, iniciada la guerra greco-turca, el tratado de Sèvres la adjudicó a Grecia, pero los griegos fueron derrotados en 1922, y dicho tratado nunca entró en vigor, siendo sustituido por la Paz de Lausana de 1923. La isla fue restituida a Turquía en septiembre y la población griega fue excluida del intercambio de poblaciones pactado entre Grecia y Turquía. Se dotó a las islas de una cierta autonomía cultural y de gobierno interno, pero a partir de 1926 el gobierno turco incumplió el tratado y prohibió la enseñanza en griego.[cita requerida] Las tierras de los griegos fueron expropiadas y progresivamente se instalaron colonos turcos.[cita requerida] Un penal de prisioneros turcos de alta peligrosidad fue establecido en la isla hacia el 1970 y el régimen abierto provocó diversos crímenes. La población griega ha emigrado y hoy en día es muy minoritaria.
La apertura de la Escuela Elemental Griega de Gökçeada, inactiva desde 1964 por falta de alumnado, fue rechazada por el Ministerio de Educación de Turquía en 2014.

## Sismos
Imbros se encuentra en una zona del mar Egeo proclive a los sismos. El último de estos ocurrió el 24 de mayo de 2014, un movimiento telúrico de magnitud 6.3. Un centenar de personas fueron heridas en la isla.